# Phare de Deer Island
Le phare de Deer Island (en anglais : Deer Island Thorofare Light) est un phare actif situé sur Deer Island (ceb) dans la baie de Penobscot, dans le Comté de Hancock (État du Maine).

## Histoire
Deer Island se trouve à l'extrémité ouest de Deer Island Thorofare et de Merchant Row, deux passages est-ouest entre les petites îles situées entre Deer Isle et Isle au Haut. L'île est aussi connue comme "Mark Island".
La station a été créée en 1857 avec la construction de l'actuelle petite tour carrée en briques et une maison de gardien. Il a été construit à l'époque où les carrières de granit de Deer Isle et de Crotch Island, immédiatement à l'est, devenaient importantes pour la construction de bâtiments publics dans tout l'est des États-Unis. Il a été automatisé en 1958.
La maison du gardien a été incendiée en 1959 et le reste des bâtiments a été enlevé peu de temps après. En 1998, le contrôle du site a été transféré à Island Heritage Trust , un groupe local de préservation les sites historiques de la région. Ils ont promis de garder l'île comme refuge d'oiseaux.

## Description
Le phare  est une tour quadrangulaire en brique, avec une galerie et une lanterne de 7,5 m de haut attachée à une maison de gardien. La tour est peinte en blanc et la lanterne est noire. Il émet, à une hauteur focale de 16 m, un éclat blanc de 0.6 seconde par période de 6 secondes. Sa portée est de 8 milles nautiques (environ 15 km).
Il est équipé d'une corne de brume émettant un blast par période de 15 secondes.

## Caractéristiques dufeu maritime
Fréquence : 6 secondes (W)
- Lumière : 0.6 seconde
- Obscurité : 5.4 secondes

Identifiant : ARLHS : USA-221 ; USCG : 1-3095 - Admiralty : J0073 .

### Lien connexe
- Liste des phares du Maine